# شابمان إتش هايمز
شابمان إتش هايمز (بالإنجليزية: Chapman H. Hyams)‏ هو شخصية أعمال أمريكي، ولد في 21 يوليو 1838، وتوفي في 19 أبريل 1923.